# Lothar Wolf (Sprachwissenschaftler)
Lothar Wolf  (* 2. Dezember 1938 in Walldürn; † 15. Juni 2012) war ein deutscher Romanist, Frankokanadist, Mediävist, Dialektologe und Sprachwissenschaftler.

## Leben und Werk
Wolf legte das Abitur 1958 in Weinheim ab. Er studierte Romanistik,  Anglistik und Indogermanistik in Heidelberg, Straßburg, Florenz und Barcelona. 1962 legte er an der Universität Heidelberg das Staatsexamen ab. Er promovierte 1966 ebenda bei Kurt Baldinger mit der Arbeit Sprachgeographische Untersuchungen zu den Bezeichnungen für Haustiere im Massif Central. Versuch einer Interpretation von Sprachkarten (Tübingen 1968). 1971 habilitierte er sich ebenfalls in Heidelberg mit der Arbeit Terminologische Untersuchungen zur Einführung des Buchdrucks im französischen Sprachgebiet (Tübingen 1979) und vertrat Lehrstühle in Trier und München. Von 1973 bis zur Emeritierung 2004 war er ordentlicher Professor für Romanische Sprachwissenschaft unter besonderer Berücksichtigung des Französischen an der Universität Augsburg. Von 1978 bis 1982 war er an dieser Universität auch ein Senator.
Wolf war Ehrendoktor der Université de Sherbrooke in Kanada (1997).

## Werke (Auswahl)
- (Hrsg.) Texte und Dokumente zur französischen Sprachgeschichte. 16. Jahrhundert. Tübingen 1969
- (Hrsg.) Texte und Dokumente zur französischen Sprachgeschichte. 17. Jahrhundert. Tübingen 1972
- Aspekte der Dialektologie. Eine Darstellung von Methoden auf französischer Grundlage. Tübingen 1975
- (Hrsg. mit Manfred Höfler, Henri Vernay) Festschrift Kurt Baldinger zum 60. Geburtstag, 17. November 1979, Tübingen 1979
- (mit Werner Hupka) Altfranzösisch. Entstehung und Charakteristik. Eine Einführung. Darmstadt 1981
- Le Français régional d'Alsace. Etude critique des alsacianismes, avec la collaboration de Paul Fischer, Paris 1983
- Französische Sprache in Kanada. München 1987
- (Hrsg. mit Hans-Josef Niederehe) Français du Canada – français de France. Actes du colloque de Trèves du 26 au 28 septembre 1985. Tübingen 1987
- (Hrsg. mit Hans-Josef Niederehe) Français du Canada – français de France. Actes du troisième Colloque international d'Augsbourg du 13 au 17 mai 1991, Tübingen 1993